# Brateljevići
Brateljevići (en cyrillique : Братељевићи) est un village de Bosnie-Herzégovine. Il est situé dans la municipalité de Kladanj, dans le canton de Tuzla et dans la fédération de Bosnie-et-Herzégovine. Selon les premiers résultats du recensement bosnien de 2013, il compte 424 habitants.

## Démographie

### Évolution historique de la population
| 1948 | 1953 | 1961 | 1971 | 1981 | 1991 | 2013 |
| ---- | ---- | ---- | ---- | ---- | ---- | ---- |
| -    | -    | 359  | 376  | 423  | 407  | 424  |

|  |